# Forspåskrislav
Forspåskrislav (Stereocaulon coniophyllum) är en lavart som beskrevs av Ivan Mackenzie Lamb. Forspåskrislav ingår i släktet Stereocaulon, och familjen Stereocaulaceae. Enligt den finländska rödlistan är arten starkt hotad i Finland. Enligt den svenska rödlistan är arten akut hotad i Sverige. Arten förekommer i Nedre Norrland. Artens livsmiljö är klippstränder vid sjöar och vattendrag.